# Antikensammlung Kiel

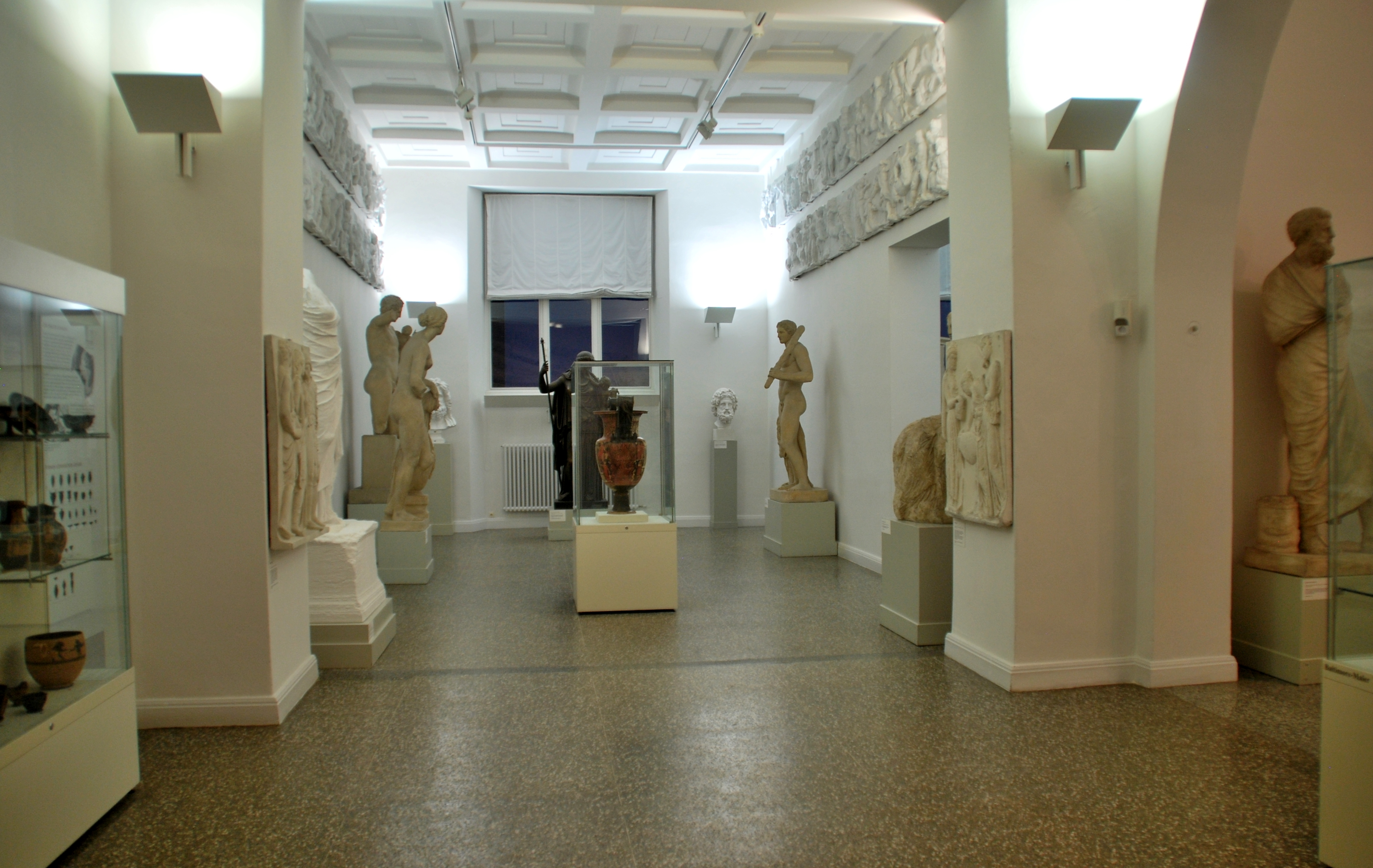
Blick in Raum IV: Klassische Kunst.

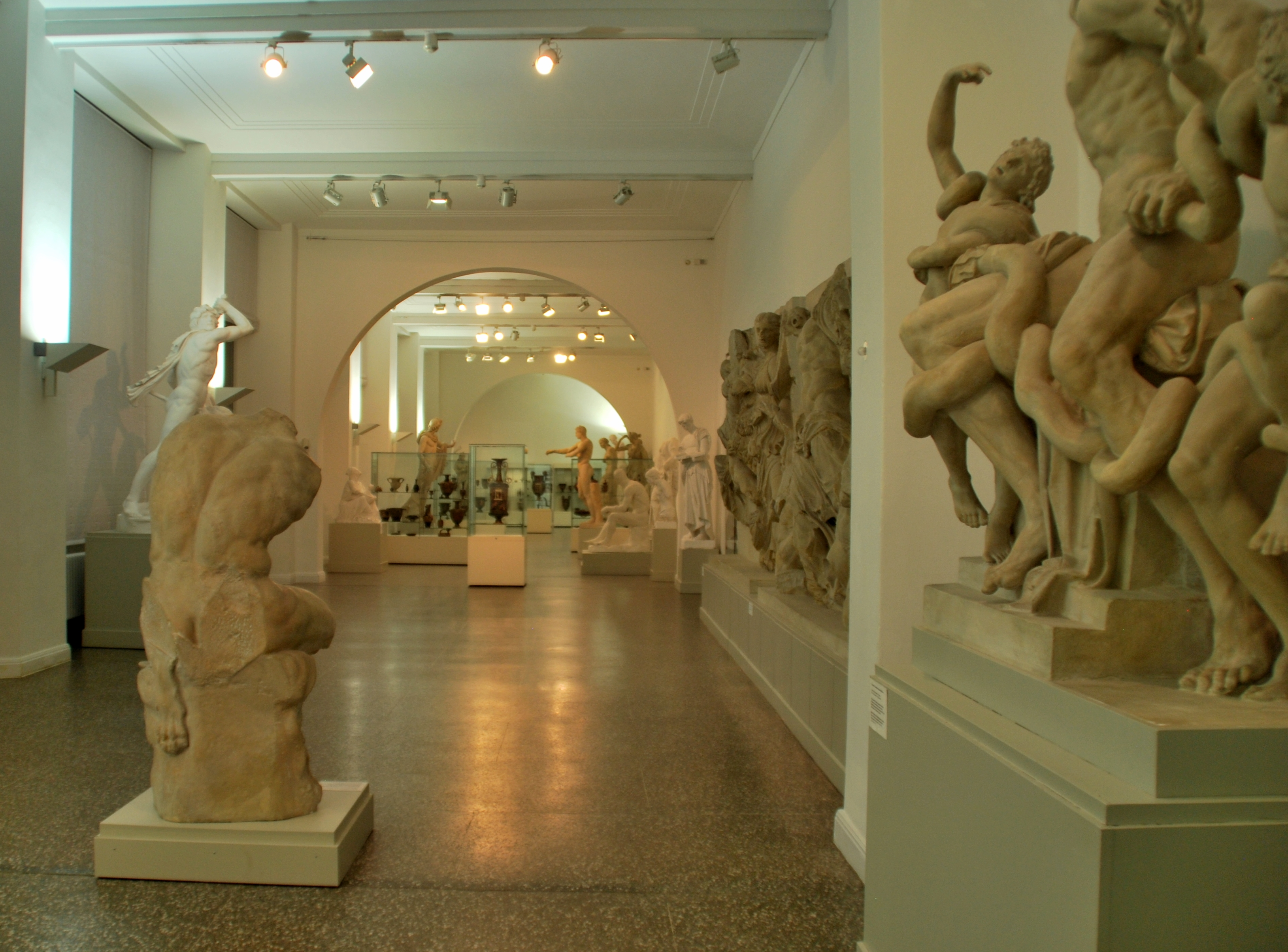
Blick von Raum VI bis Raum VIII (Klassische Kunst des 4. Jahrhunderts v. Chr. und Hellenistische Kunst).

Die Antikensammlung Kiel ist eine der Öffentlichkeit zugängliche Lehr- und Studiensammlung der Universität Kiel auf dem Gebiet der Klassischen Archäologie. Die in der Kunsthalle zu Kiel präsentierte Sammlung ist die einzige ihrer Art im Bundesland Schleswig-Holstein und insbesondere aufgrund der unteritalischen Keramik auch überregional von Bedeutung.

## Geschichte der Sammlung

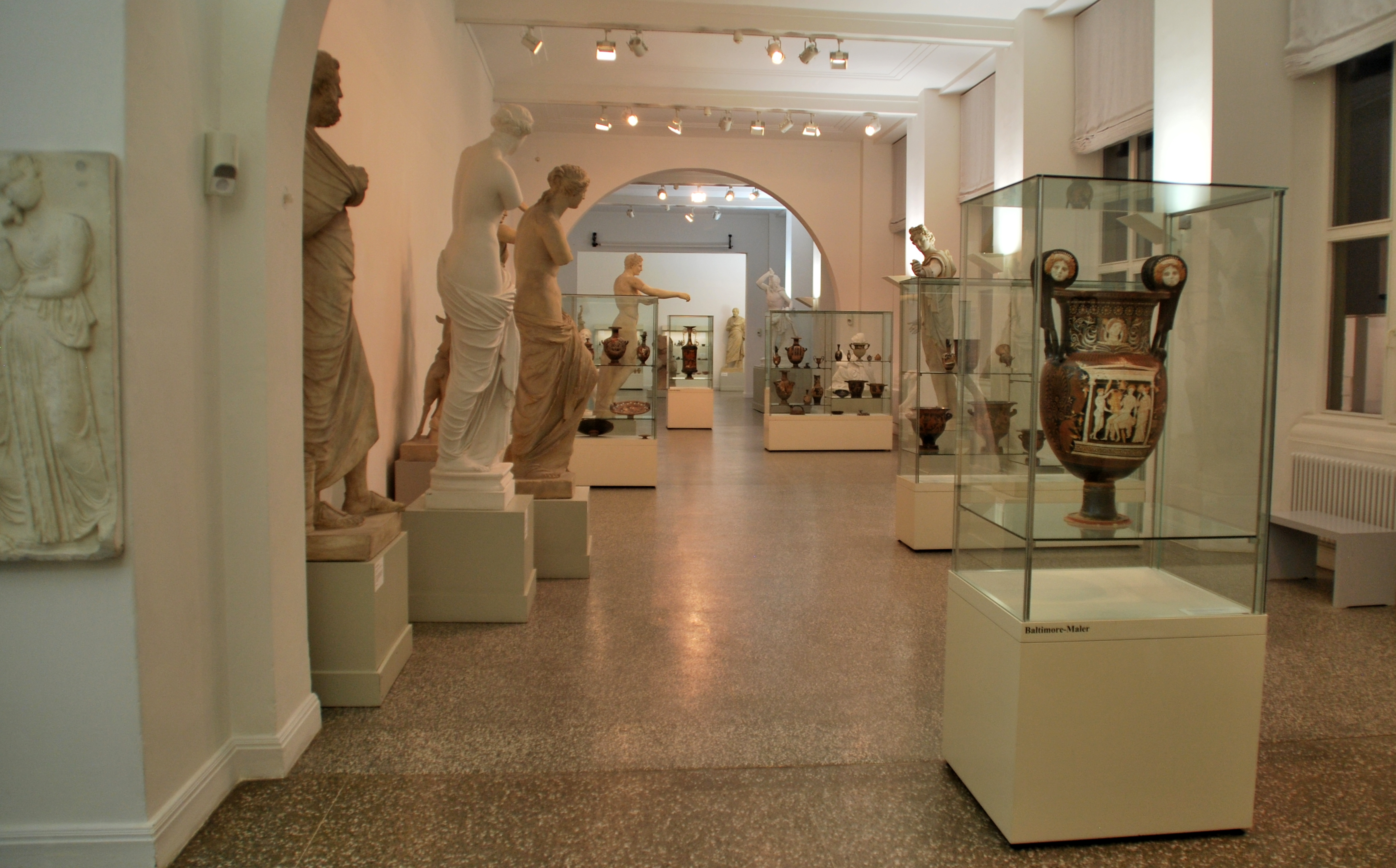

Die in der ersten Hälfte des 19. Jahrhunderts eingerichtete Sammlung war von Anfang an mit der Universität Kiel verbunden. Die Initiative zu ihrer Gründung ging von Peter Wilhelm Forchhammer aus, dem ersten akademischen Lehrer der Archäologie an der Kieler Universität. Unterstützt wurde er hierbei von Otto Jahn. Forchhammer war, selbst weit gereist, davon überzeugt, dass sowohl die eigene Anschauung der lokalen Gegebenheiten wie auch der Kunstwerke der Antike Voraussetzung zum Verständnis des Altertums seien. Ein Museum sollte nach seiner Meinung der Erweckung des Kunstsinnes in Norddeutschland dienen. 1840 begann er, Mittel für ein derartiges Museum einzuwerben, und war derart erfolgreich, dass schon 1841 durch die Spenden von Kunstfreunden erste Erwerbungen für ein noch nicht bestehendes Museum getätigt werden konnten. Diese Stücke, Abgüsse der Parthenon-Skulpturen („Elgin Marbles“), trafen ein Jahr später in Kiel ein. Der dänische König Christian VIII. – Kiel gehörte zu dieser Zeit noch zum Königreich Dänemark – überließ der Universität zur Einrichtung eines Museums von Gipsabgüssen den großen Raum in der 1838 ausgebrannten Kapelle des Kieler Schlosses. Dort konnte am 18. Januar 1843 schließlich das Museum eröffnet werden. Es war nach der Sammlung der Universität Bonn erst die zweite universitär-archäologische Sammlung im deutschsprachigen Raum und das erste öffentliche Kunstmuseum in Norddeutschland überhaupt.

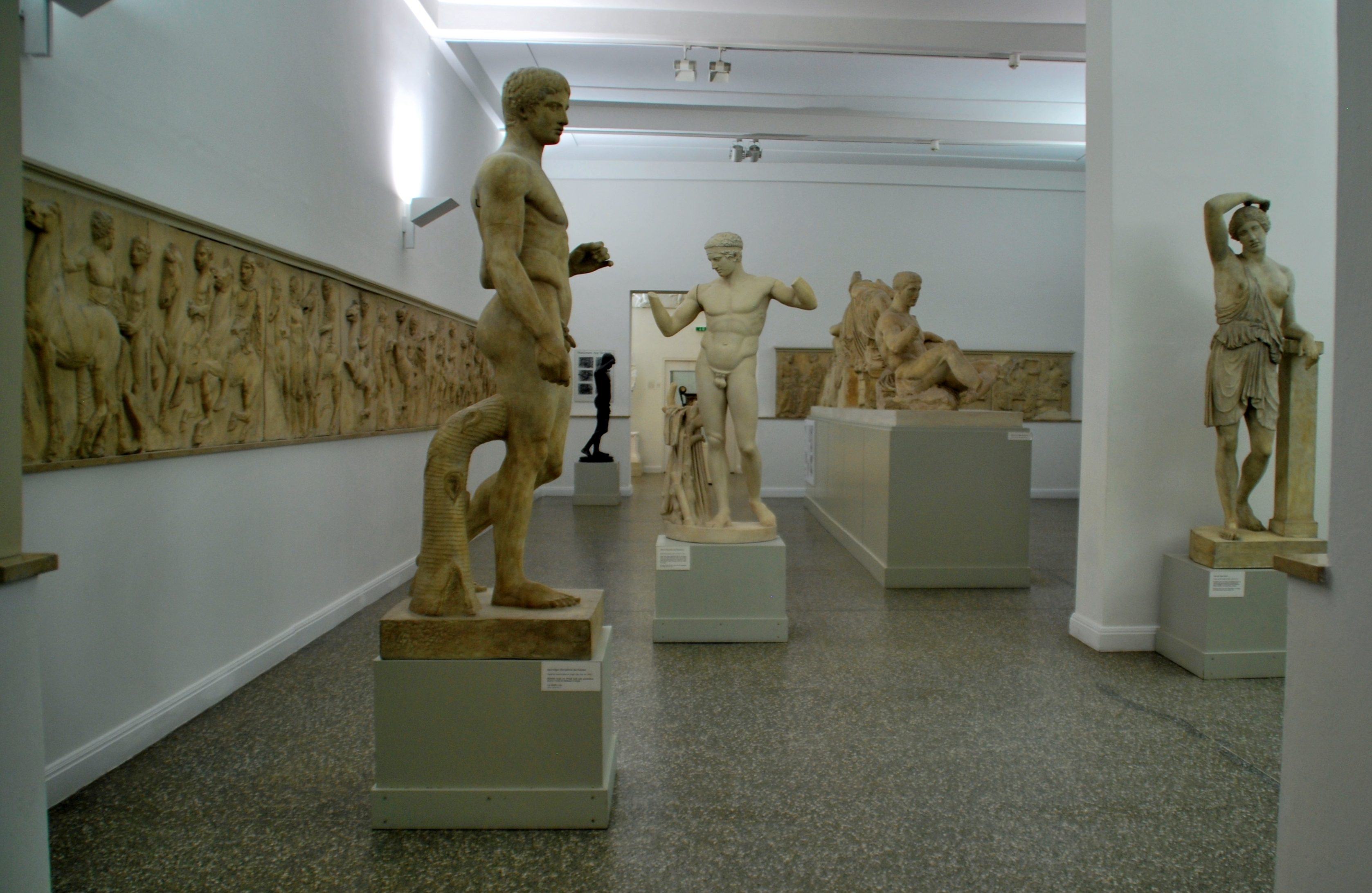

Von Beginn an war das Museum, obwohl es formal zur Universität gehörte und von professoraler Seite angestoßen wurde, ein bürgerliches Stadtmuseum, das allen Interessierten offenstand. Dies war dem 1843 gegründeten Schleswig-holsteinischen Kunstverein zu verdanken. Christian III. stiftete einen jährlichen Betrag von 300 Talern, den die Bürgerschaft immer noch weiter erhöhte, so dass nach weiteren Erwerbungen das Museum am 5. September 1852 zum zweiten Mal eröffnet wurde. 1889 musste die Schlosskapelle geräumt werden und die Sammlung ein behelfsmäßiges Ausweichquartier in der „Kunstscheune“ in der Dänischen Straße 17 hinnehmen. Das Provisorium sollte 20 Jahre andauern. Arthur Milchhoefer, der Nachfolger Forchhammers, nutzte diese Situation indessen und stellte die Sammlung nach zeitgemäßen, „kunsthistorischen“ Kriterien neu auf. Aus der einfachen Schausammlung wurde ein Gang durch die Kunstgeschichte mit einem Schwerpunkt auf einer Belehrung des Besuchers in Stilfragen. Der Einfluss der Universität auf die Sammlung nahm in der Folgezeit immer weiter zu, so dass sie unter der Ägide von Eduard Schmidt (Ordinarius von 1925 bis 1946) zum regelrechten Arbeitsraum der Kieler Archäologen wurde.

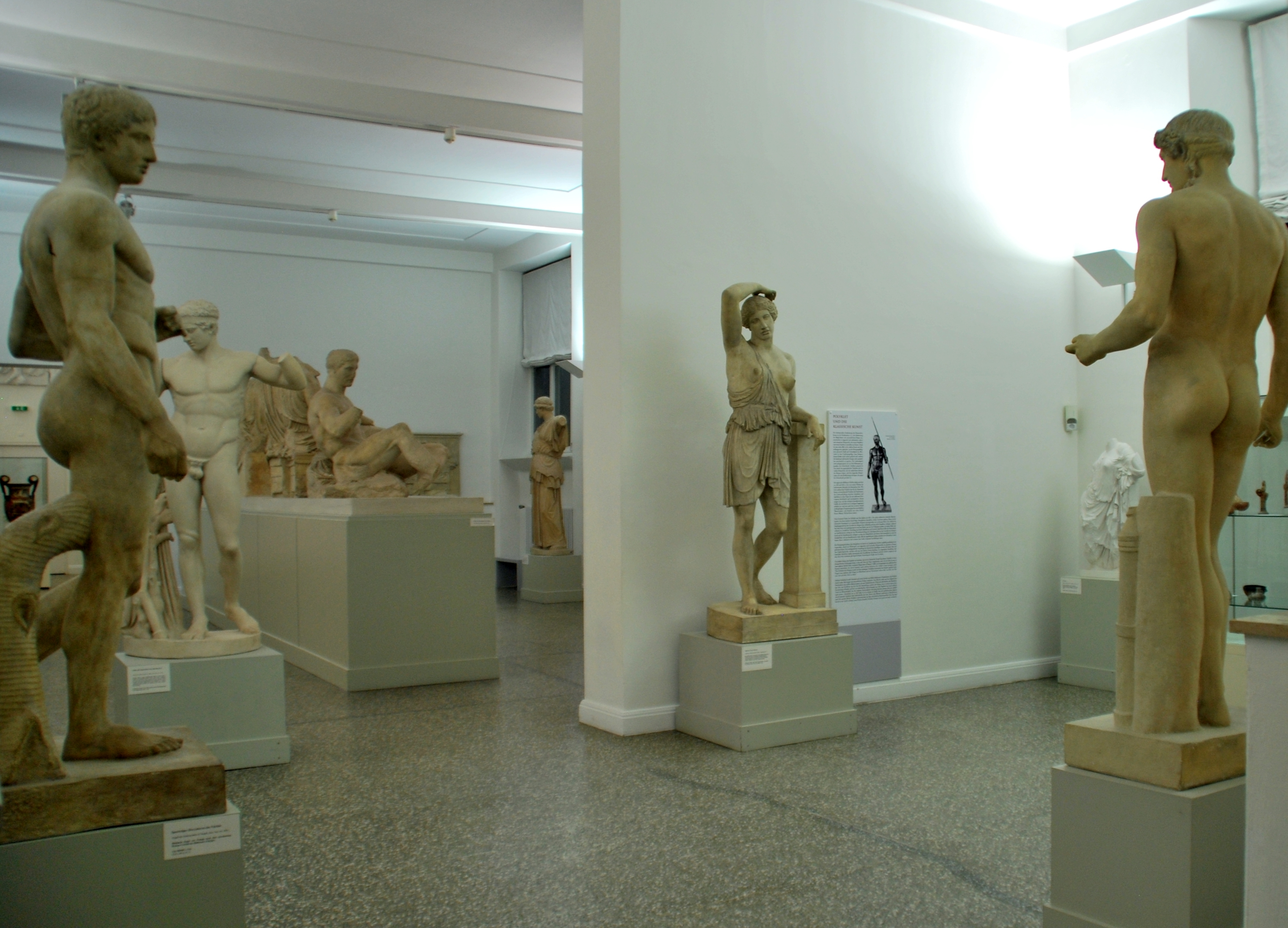

Nachdem Lotte Hegewisch der Stadt am Düsternbrooker Weg testamentarisch Baugrund hinterlassen hatte, wurde die Kunsthalle zu Kiel errichtet. Die Kunstsammlung konnte schon 1909 der Öffentlichkeit zugänglich gemacht werden. Die Aufstellung der Antikensammlung erwies sich als weitaus problematischer. Zum einen war der Transport der großen, schweren Abgüsse kompliziert, zum anderen mussten sehr viele der Stücke restauriert werden. Somit wurde die Antikensammlung erst im Dezember 1921 unter der Ägide von August Frickenhaus eröffnet. Bei Bombenangriffen wurde die Kunsthalle 1944 stark in Mitleidenschaft gezogen, insbesondere bei den Abgüssen kam es zu großen Verlusten. Nach dem Zweiten Weltkrieg dauerte es bis zum 16. Juni 1960, dass die Sammlung unter der Direktion von Wilhelm Kraiker wieder eröffnet werden konnte. Nachdem die Kunsthalle 1986 um einen vor allem der Kunstsammlung zugute kommenden Erweiterungsbau vergrößert wurde, ordnete man auch die Antikensammlung neu, die am 14. Dezember 1986 neu eröffnet wurde. Im Zentrum standen nun – weitaus mehr als zuvor die Abgüsse – die Originale. Damit leitete man eine Rückbesinnung auf die ursprünglichen Ziele Peter Wilhelm Forchhammers ein und die Sammlung wurde wieder eher öffentliche Schausammlung als zuallererst akademische Lehrsammlung.

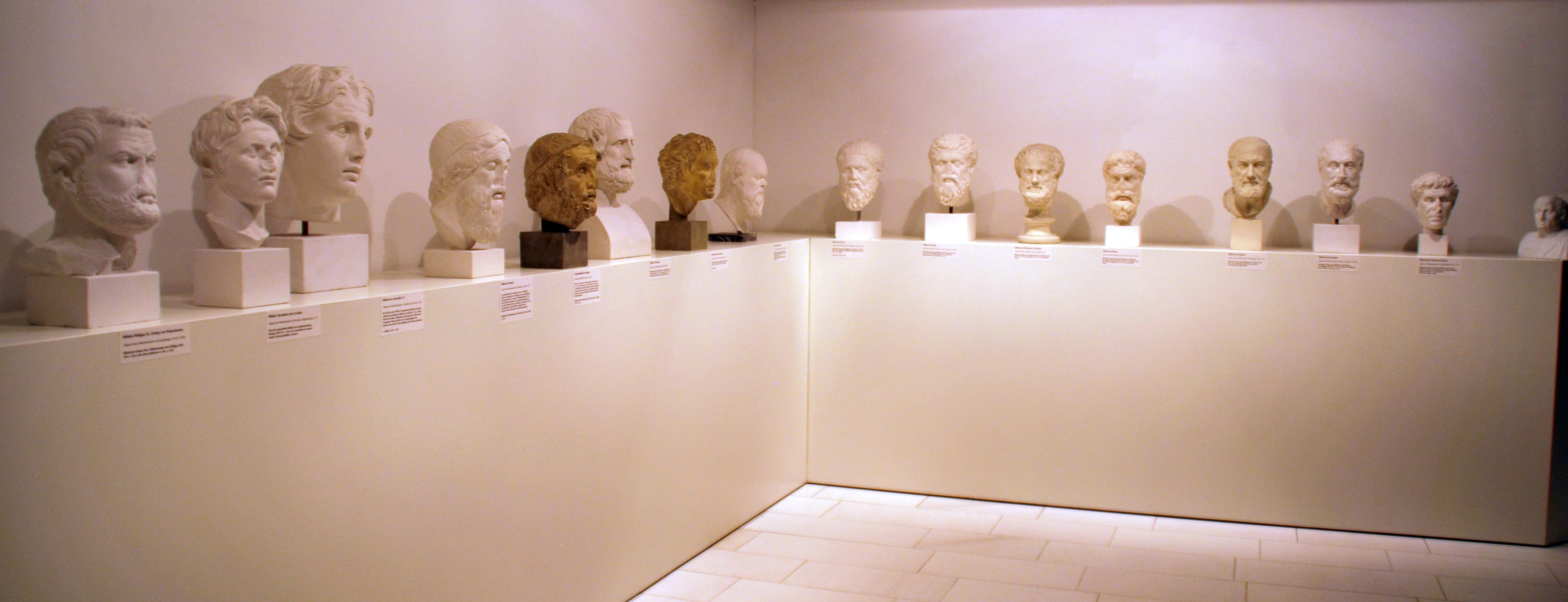
Blick in Raum V mit den griechischen Porträts.

Seit Ferdinand Noack im Jahr 1906 im Kunsthandel von Athen erstmals 77 Terrakotten, Vasen und Vasenfragmente aus allen Epochen der griechischen Antike – von der geometrischen Zeit bis in den Hellenismus – erwarb, wurden auch systematisch Originale gesammelt. Bereits im Jahr 1895 hatte das Kieler archäologische Institut im 137 Dubletten aus der Schliemann-Sammlung in Berlin bekommen. Kiel erhielt hierbei verschiedenste Stücke, darunter Idole, Haushaltsgegenstände, Werkzeuge und vor allem Gefäße. Ein Jahr später wurden der Kieler Sammlung aus dem Antiquarium in Berlin verschiedene Stücke aus Altägypten, Zypern, Griechenland, Etrurien und dem Römischen Reich als Dauerleihgabe übergeben. Bis zum Ende des Zweiten Weltkriegs kamen etwa 500 Originale zusammen, die Konrad Schauenburg in seiner Zeit als Ordinarius und Direktor des Museums (1968–1990) in etwa in der Anzahl verdoppeln konnte. Während Schauenburgs Zeit wandelte sich der Charakter der Sammlung von einer schwerpunktmäßigen Abgusssammlung zu einer Sammlung, in der Originale und Abgüsse gleichwertig und einander ergänzend präsentiert werden.

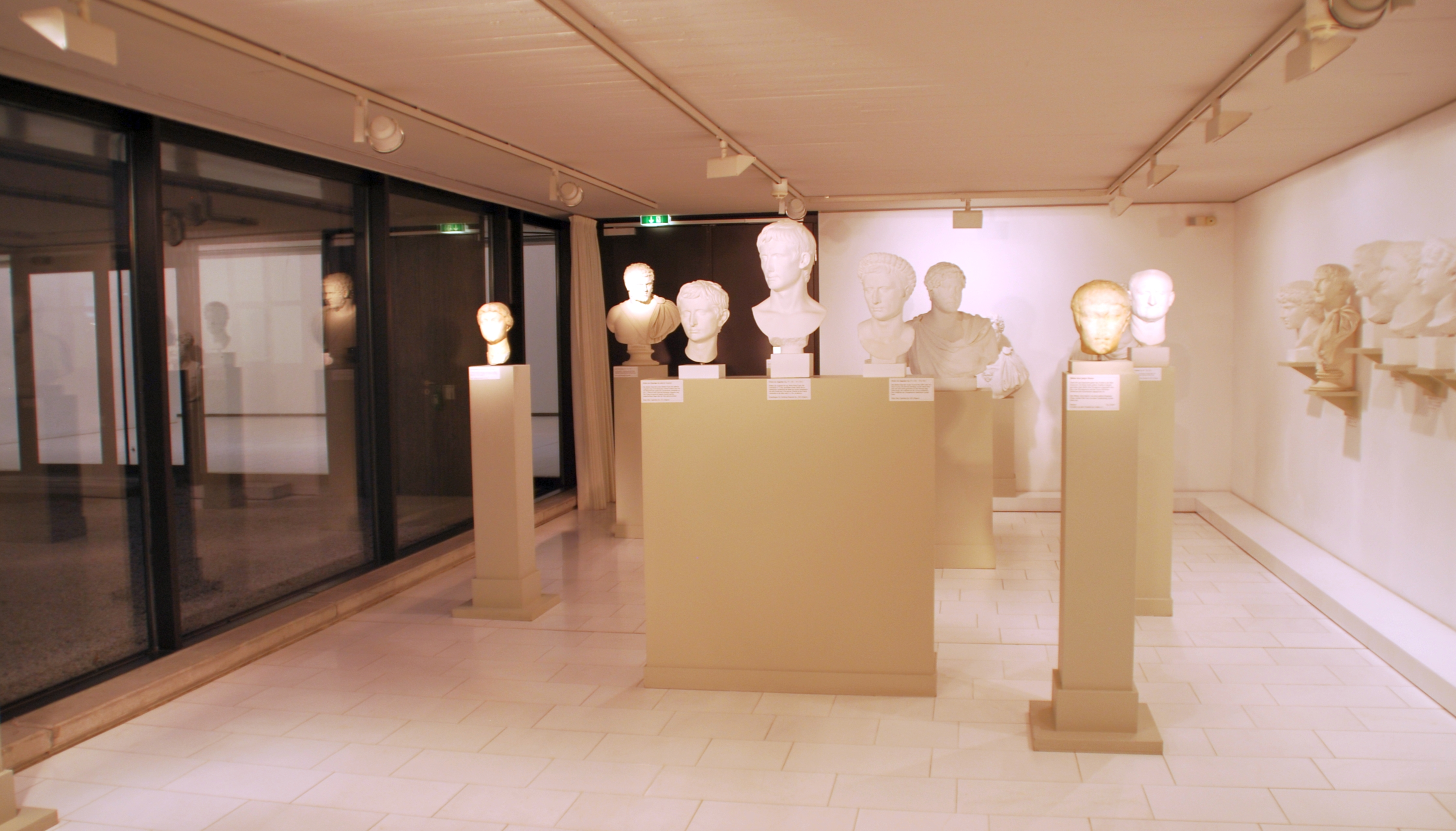
Blick in Raum IX mit den römischen Porträts.

Mit Schauenburgs Nachfolger Bernhard Schmaltz wurden den Gepflogenheiten der 1980er Jahre folgend kaum noch Ankäufe getätigt. Die Erweiterung der Sammlung erfolgte vor allem durch die Einwerbung von Schenkungen, Stiftungen und Dauerleihgaben, zu denen die Sammlungen Jantzen, Reuter und Rheinheimer gehören. Die Originalsammlung umfasst heute mehr als 1300 Objekte, hinzu kommen 1110 antike Münzen. Die Abgusssammlung, die nach dem Zweiten Weltkrieg durch zahlreiche Neuerwerbungen, etwa die Geneleos-Gruppe, die Antenor-Kore, den Thermenherrscher sowie den Augustus von Primaporta die gerissenen Lücken wieder schließen konnte, umfasst heute etwa 800 Stücke. Sie bieten einen repräsentativen Überblick über das gesamte bildhauerische Schaffen der Antike.
Wie bei universitären Sammlungen üblich, wurde bei den Originalen versucht, einen repräsentativen Schnitt insbesondere durch die verschiedenen Formen der antiken Keramik von prähistorischer Zeit bis zur Spätantike zusammenzutragen. Dabei kam es weniger auf herausragende als auf beispielhafte Stücke an. Dennoch finden sich heute auch Antiken von internationaler Bedeutung in der Sammlung. Durch Konrad Schauenburgs Interesse an der unteritalischen Keramik des 4. Jahrhunderts v. Chr. hat die Kieler Sammlung heute einen Schwerpunkt auf diesem Bereich. Die antike Steinskulptur ist in der Sammlung nur wenig vertreten und dann zumeist durch kleinformatige, fragmentierte und eher handwerkliche als besonders kunstfertige Stücke. Ein Bestandskatalog aus dem Jahr 2003 listet 43 Stücke verschiedenster Formen auf.
Zum 175. Jubiläum der Antikensammlung wurde von Dezember 2015 bis Januar 2016 eine Sonderausstellung gezeigt. Im Rahmen der Ausstellung wurde versucht, die historische Präsentation der Sammlung zu rekonstruieren, etwa durch zinnoberrote Wände und braune Sockel, wie sie im 19. Jahrhundert üblich waren. An anderer Stelle wurden durch blauen Hintergrund „attische Sonne und attischer Himmel“ simuliert. Zudem wurden auch 14 der 40 im Bestand befindlichen und eigens restaurierten Abgüsse von Werken Bertel Thorvaldsens, darunter beispielsweise „Die drei Grazien“, gemeinsam mit den „Elgin Marbles“ gezeigt. Wie zur Gründerzeit des Museums wurden somit Werke der Klassik und des Klassizismus in der Präsentation vereint. Zudem wurden Antiken gezeigt, die noch nie oder seit dem Zweiten Weltkrieg nicht mehr öffentlich zu sehen waren.
Im September 2023 gab die Sammlung vier illegal ausgeführte Vasen aus Raubgrabungen an Italien zurück.
Aufgrund der Sanierung der Kunsthalle wurde die Antikensammlung im Herbst 2023 geschlossen und soll voraussichtlich 2028 wieder eröffnet werden.

### Mitarbeiter
Direktoren
Das Amt des Direktors ist traditionell mit der Inhaberschaft des Lehrstuhls für Klassische Archäologie an der Universität Kiel verbunden.
- 1842–1894: Peter Wilhelm Forchhammer
- 1895–1903: Arthur Milchhoefer
- 1904–1907: Ferdinand Noack
- 1909–1919: Bruno Sauer
- 1920–1925: August Frickenhaus
- 1925–1946: Eduard Schmidt
- 1946–1947: Roland Hampe
- 1948–1968: Wilhelm Kraiker
- 1968–1990: Konrad Schauenburg
- 1990–2006: Bernhard Schmaltz
- 2007–2010: Frank Rumscheid
- seit 2012: Annette Haug

Kuratoren
- 1985–2017: Joachim Raeder
- 2017–2023: Manuel Flecker
- seit 2023: Benjamin Engels

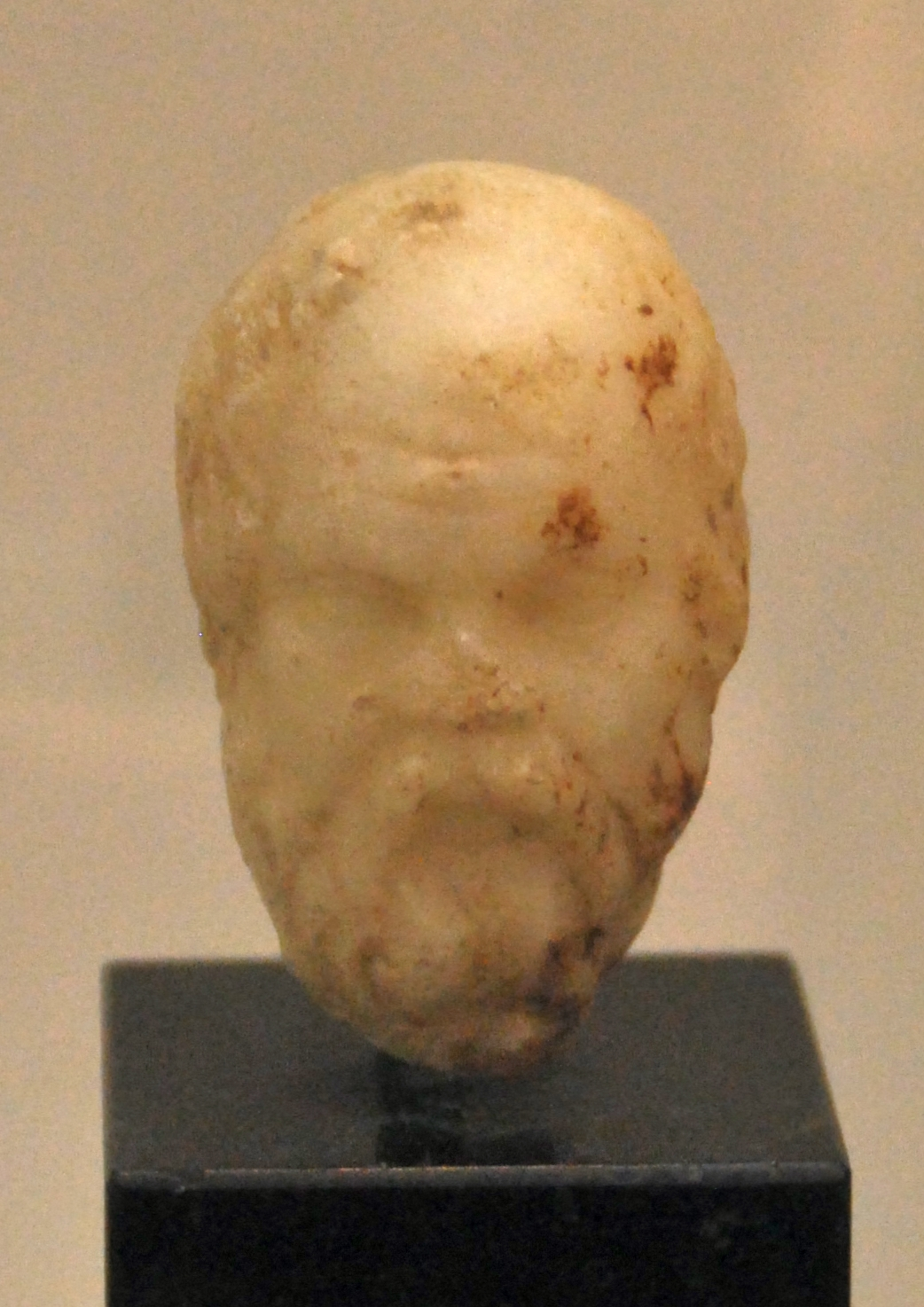
Inv. B 372: Bildnisköpfchen des Sokrates; von einer Sitzstatuette aus Pergamon.
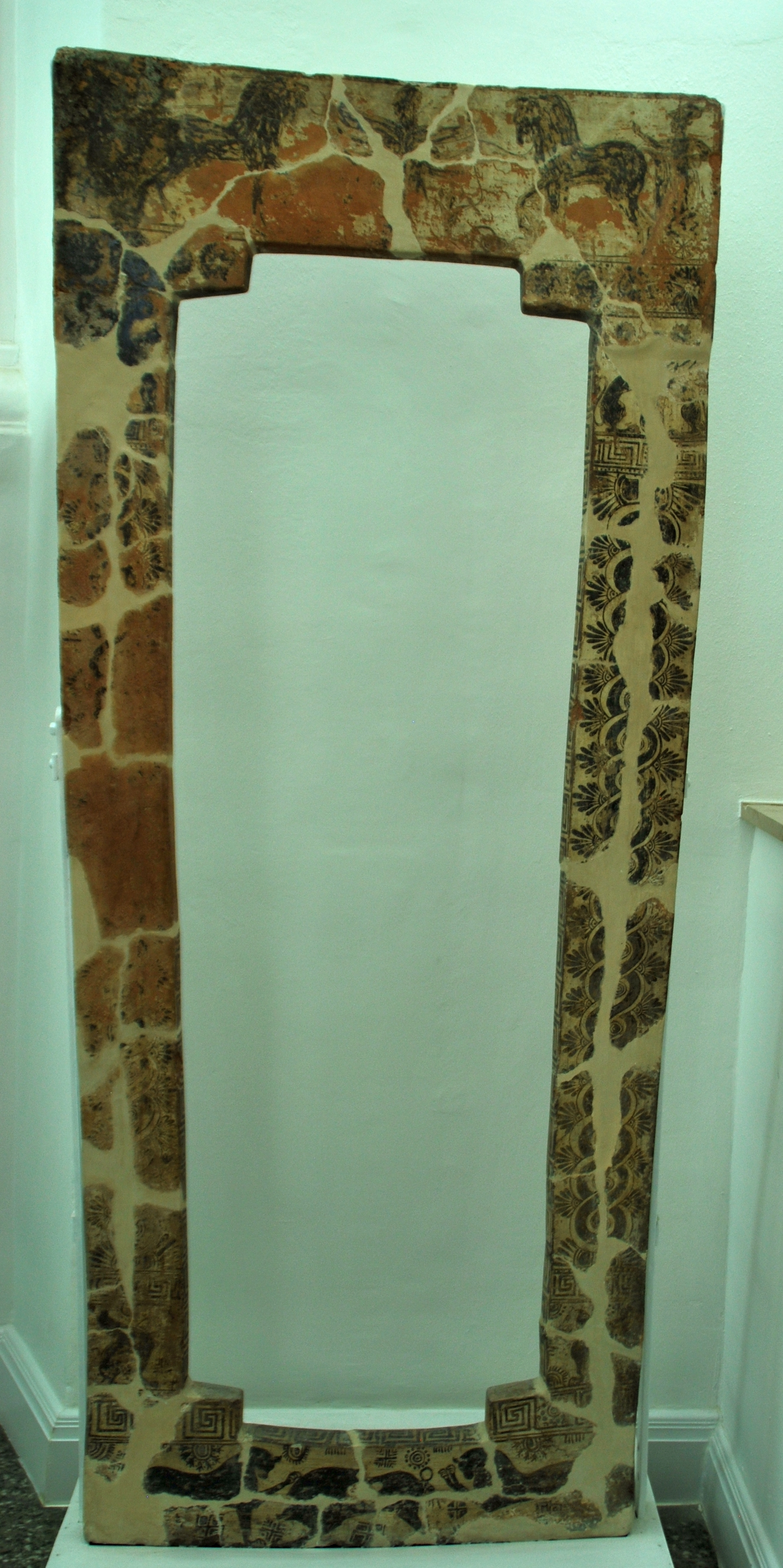
Inv. B 269: Klazomenischer Sarkophag; um 520 v. Chr.
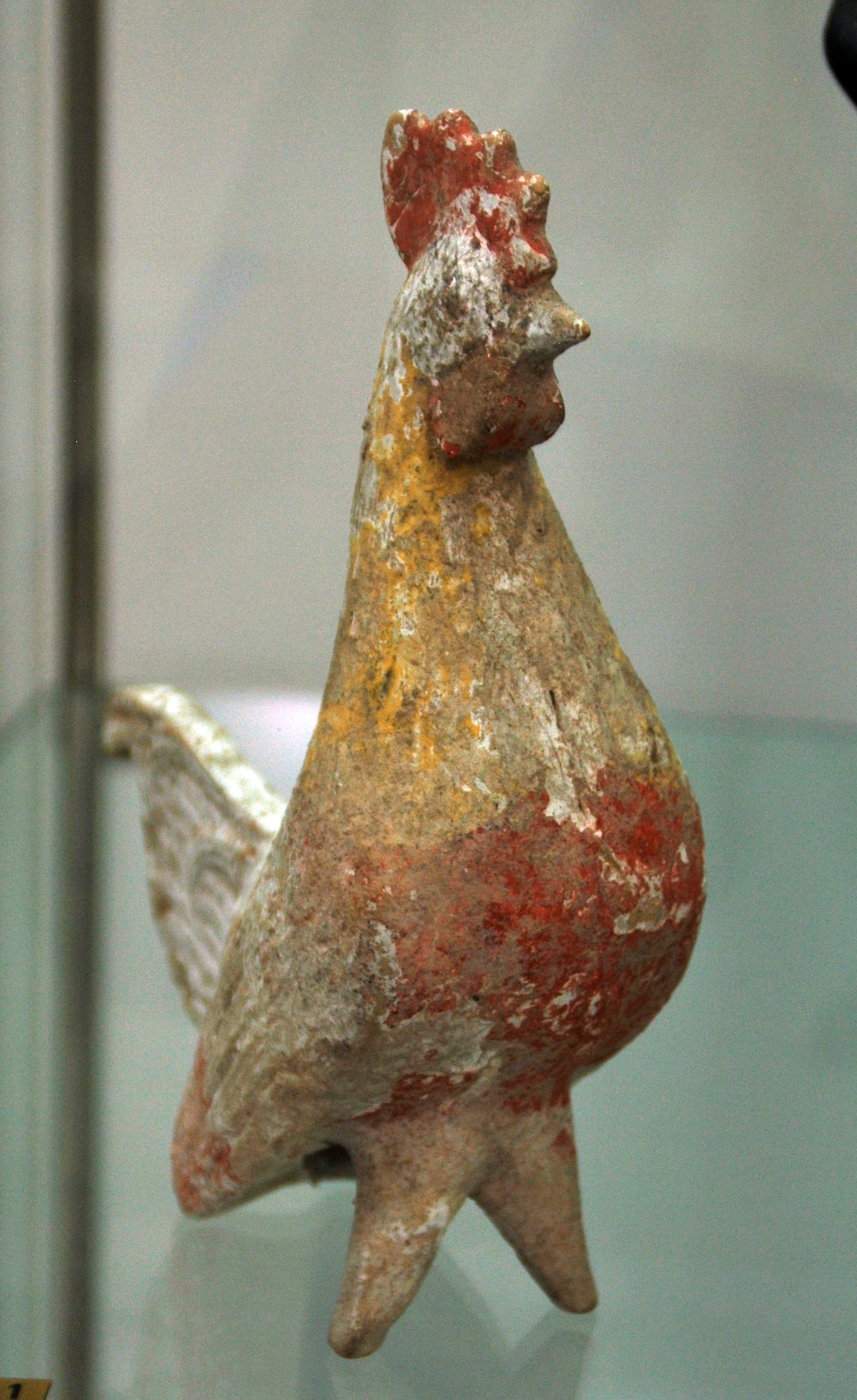
Inv. B 69: Böotisch-polychromer Terrakotta-Hahn. Erste Hälfte des 5. Jh. v. Chr.
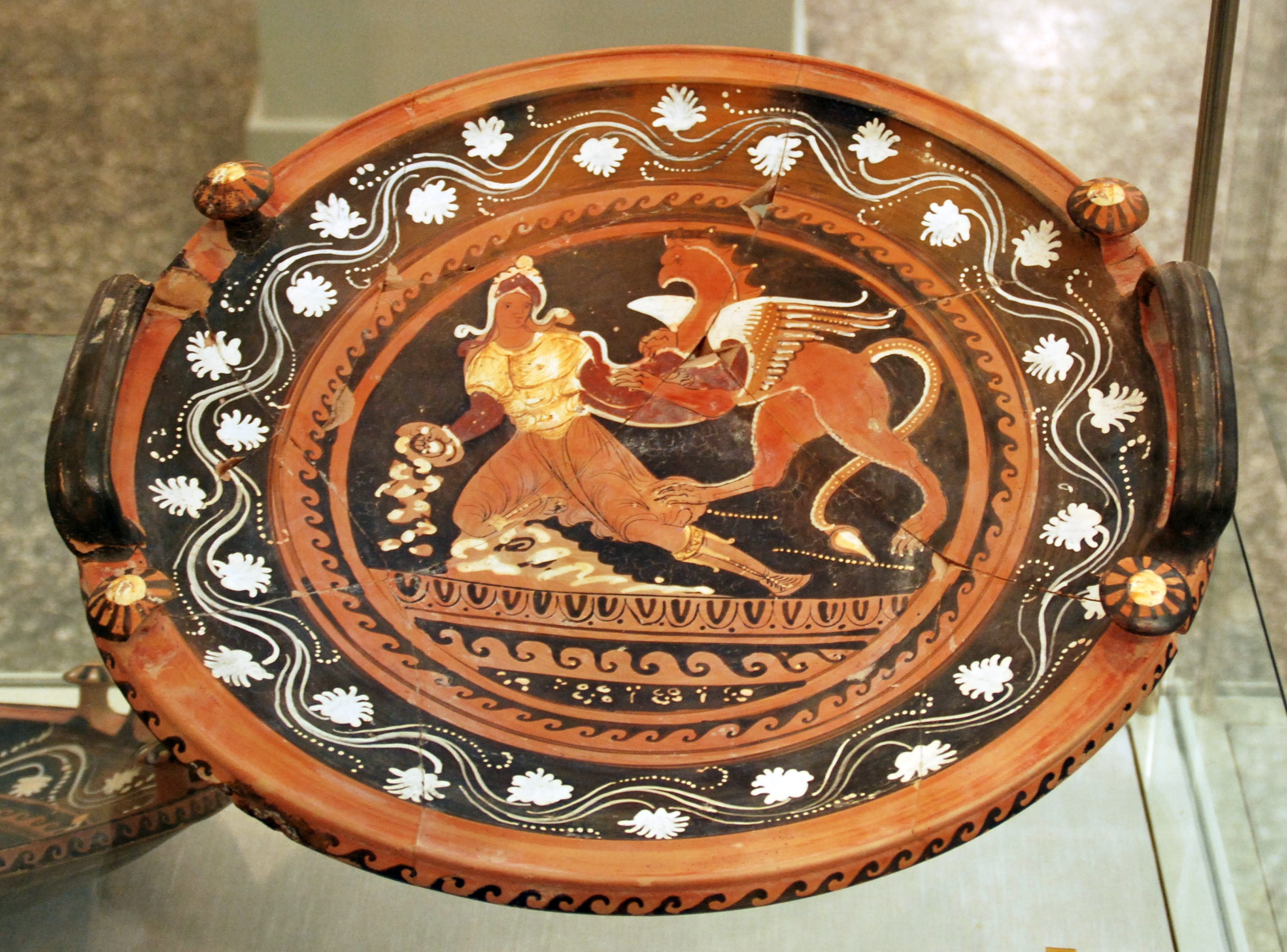
Inv. B 558: Apulisch-rotfigurige Patera des White-Sakkos-Malers: Ein Arimasp verteidigt sich gegen einen Greifen. Etwa 340/10 v. Chr.
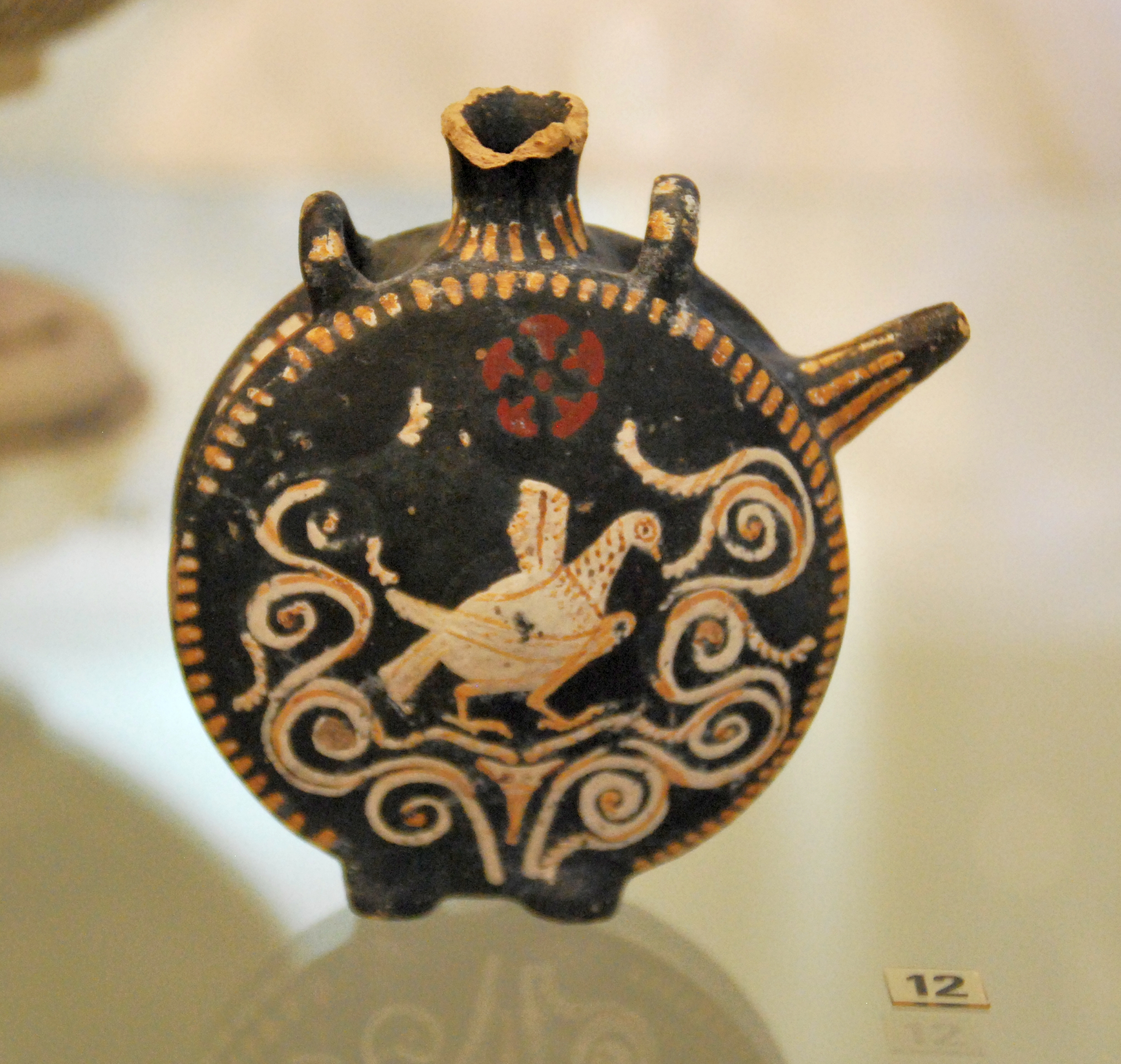
Inv. B 598: Pilgerflasche im Gnathia-Stil: Vogel zwischen Ranken
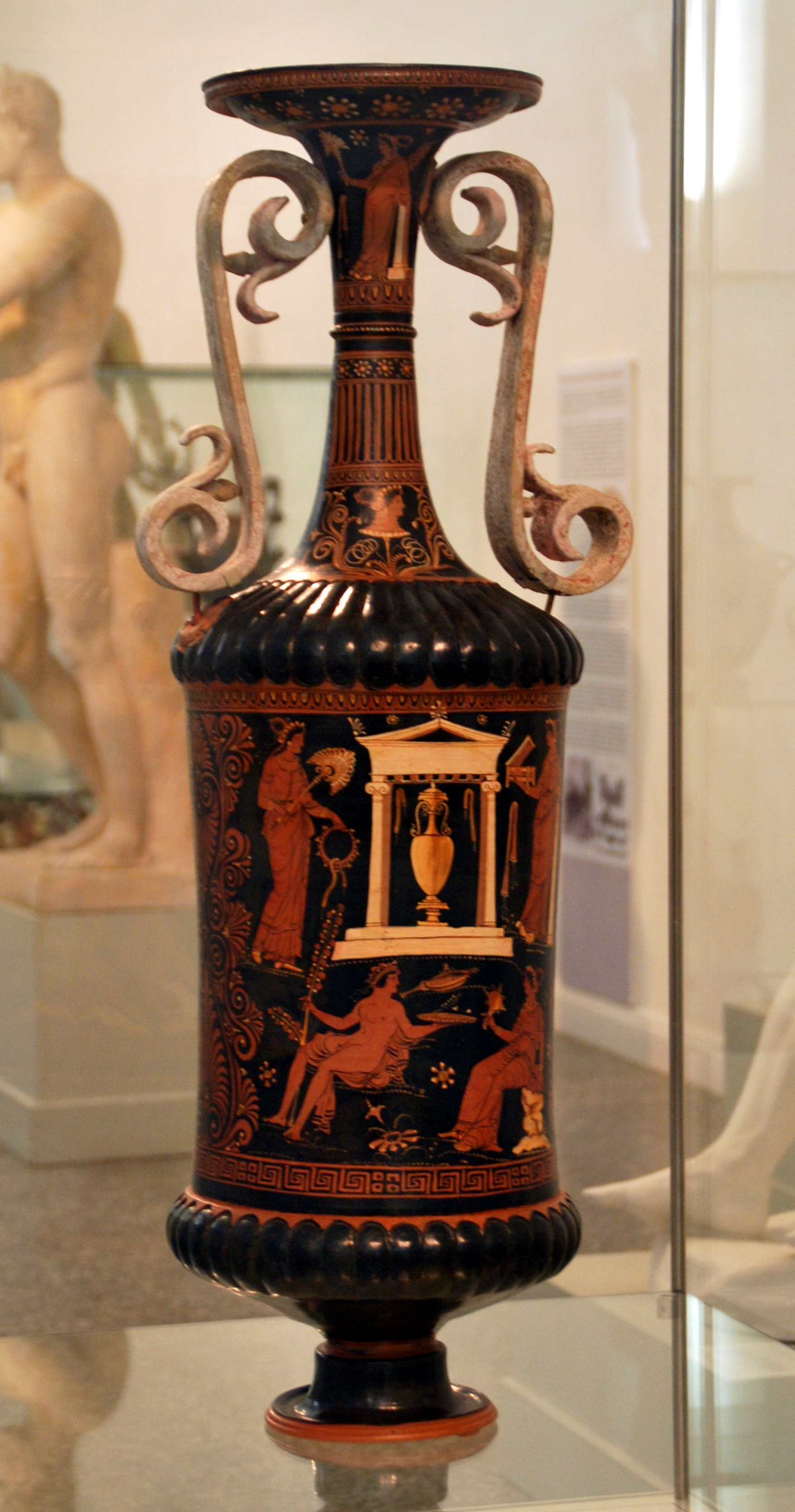
Inv. B 787: Große apulische rotfigurige Loutophoros vom Maler von MNB 1148; um 330 v. Chr.; 2023 an Italien restituiert.

## Ausstellung
Die Antikensammlung war bis 2023 in neun Räumen im Erdgeschoss der Kunsthalle aufgestellt. Sie liegen abseits der Ausstellungsräume der Kunstsammlung und sind anders als diese ohne Eintritt frei zu besichtigen. Die Räume bilden einen fortlaufenden chronologischen Rundgang, nur die Räume V und IX liegen separat und zeigen griechische und römische Porträts, vor allem in Abgüssen. Die ersten beiden Räume zeigten prähistorische Werke sowie Werke der archaischen Kunst. Die Räume III und IV zeigten Werke der Klassischen Kunst des 5. Jahrhunderts, darunter Abgüsse der Parthenon-Skulpturen, der Raum VI Werke der klassischen Kunst des 4. Jahrhunderts. In den Räumen VII und VIII wurden Stücke aus hellenistischer Zeit präsentiert.

## Sonderausstellungen
Die Dauerausstellung wird durch Sonderausstellungen ergänzt, die im Allgemeinen in den Räumlichkeiten der Dauerausstellung gezeigt werden.
- 1986: Götter und Heroen auf griechischen Vasen. Originale aus der Kieler Antikensammlung in der Bürgergalerie der Kieler Spar- und Leihkasse
- 1991: Sokrates in der griechischen Bildkunst
- 1994: ΙΔΕΑΙ. Konturen des griechischen Menschenbildes
- 1997: Antike Körper Formen. Graphische Arbeiten von Donald von Frankenberg
- 1998: Gaben der Musen. Die Sammlung „Aristaios“ von Giuseppe Sinopoli. Eine Ausstellung der Antikensammlung und des Schleswig-Holstein Musik-Festival
- 1998: Samos. Die Kasseler Grabung 1894 in der Nekropole der archaischen Stadt
- 1999: Alašia – Kupirijo – Kypros. Zeugnisse früher Kulturen aus Zypern
- 2000: Schätze der Antike. Kunst und Handwerk der Etrusker und Römer (aus der Antikensammlung Berlin)
- 2002: LIVIA AVGVSTA. Bildnisse der Gemahlin des Kaisers Augustus
- 2003: NATURA LAPIDUM – Arbeiten mit antiken Marmoren
- 2004: Die antiken Mosaiken von Ravenna
- 2004: Wasser für den Kaiser
- 2005: Die Griechen und das Meer – Die Fischteller der Sammlung Florence Gottet
- 2006: L'antica maniera. Zeichnungen und Gemmen des Giovanni Calandrelli. Eine Ausstellung der Antikensammlung, Staatliche Museen zu Berlin, im Rahmen des Föderalen Programms der Stiftung Preußischer Kulturbesitz
- 2007: Sikaner – Griechen – Sikelioten. Antike Keramiken aus den Nekropolen Mittelsiziliens
- 2008: Griechen – Skythen – Amazonen
- 2009: Antike Form und Farbigkeit in der Rekonstruktion
- 2009: Fundort Priene – Alltag und Fest in einer griechischen Stadt
- 2010: ANTIK & ergänzt: „Una Baccante antica“
- 2011: Kerameia – Meisterwerke apulischer Töpferkunst
- 2011: Tiere in der Antike – Bild und Abbild
- 2012: Der Archäologe Ulf Jantzen (1909–2000)
- 2013: Manipulierte Landschaften 10.000 Jahre Veränderung (Ausstellung der Graduiertenschule „Human Development in Landscapes“ der Christian-Albrechts-Universität)
- 2014: Antik & ergänzt. Römische Porträtbüsten aus der Skulpturensammlung Dresden
- 2015: 175 Jahre Kunstmuseum
- 2017: Von Schönheit & Grösse – Römische Portraits und ihre barocke Aneignung (in Kooperation mit den Staatlichen Kunstsammlungen Dresden)
- 2019: Antike im Druck – zwischen Imagination und Empirie
- 2021/22: Bildwanderungen - Bildtransporte. Die augusteische Bilderwelt jenseits der Alpen.[4]
- 2022/23: Zwischen Dionysos und Christus. Bild und Tafelgeschirr im römischen Nordafrika.[5]
- 2023: Alte Felsen – Nichts Neues
- 2023: Screaming / Dreaming – Dialoge und Emotionen in der Antikensammlung